# Receptory opioidowe
Receptory opioidowe – receptory, z którymi wiążą się opioidy. Należą do dużej grupy receptorów związanych z białkiem G (są więc receptorami metabotropowymi).
Rozróżnia się trzy typy receptorów opioidowych. Ich nazwy wywodzą się od prototypowych substancji wiążących się z receptorami:
- μ (mi) – dla morfiny
- κ (kappa) – dla cyklazocyny
- δ (delta, nazwa powstała od powrózka nasiennego myszy, w którym go po raz pierwszy wykryto).

Pierwotnie wyróżniano również:
- σ (sigma) – dla liganda oznaczonego symbolem SKF 10047 (N-allilonormetazocyna)
- υ (ipsylon)

jednak nie są one uważane obecnie za receptory opioidowe. Blisko spokrewniony z receptorami opioidowymi jest również receptor nocyceptynowy, ORL-1 (ang. opioid receptor-like 1).
Występują z różną gęstością pre- i postsynaptycznie, zarówno w ośrodkowym, jak i obwodowym, układzie nerwowym. Ich naturalnymi ligandami są endogenne peptydy: endorfiny, enkefaliny i dynorfiny. Receptory opioidowe pełnią ważną funkcję w regulacji odczuwania bólu (analgezja) i adaptacji do zmian środowiska. Pobudzane są one, poza endogennymi opioidami, także przez morfinę, alkaloid występujący w soku maku lekarskiego (opium). 
Syntetyczne substancje łączące się z receptorami opioidowymi podzielić można na pełne agonisty, częściowe agonisty, antagonisty oraz związki agonistyczno-antagonistyczne. Do agonistów receptorów opioidowych należą petydyna, fentanyl i jego analogi, metadon. Do antagonistów receptorów opioidowych należą nalokson (nie dotyczy receptora σ), naltrekson. Do substancji agonistyczno-antagonistycznych należą buprenorfina, pentazocyna.
Pobudzenie receptora:
- μ wywołuje analgezję (zniesienie bólu), euforię[1], depresję ośrodka oddechowego, hamowanie perystaltyki jelit.
- κ wywołuje dysforię, zwężenie źrenicy i sedację, a w wypadku pobudzenia salwinoryną A także omamy.
- δ wywołuje analgezję, dysforię i omamy.